# シンチ・ロカ

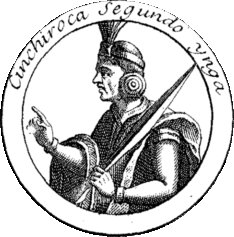
シンチ・ロカ

シンチ・ロカ（Sinchi Ruq'a：ケチュア語で勇敢で寛大）は、インカ神話によるとクスコ王国の初期王朝（別名「下王朝」）第2代国王である。（クスコ王国は1230年頃（一説に1105年頃）に成立したと言われている。）の王。父は初代サパ・インカであるマンコ・カパック、王妃はスティク・ワマンの娘であるママ・コラ、子に第3代リョケ・ユパンキがいる。
クスコ王国は、後にパチャクテク帝の治下でインカ帝国（正式名：タワンティンスウユ）になった。インカ建国神話の1つでは、シンチ・ロカが先導しクスコの谷に彼の家族と定着したと伝える。
『ペルー年代記』の作者シエサ・デ・レオンによると、シンチ・ロカは市街地を建設し、谷の土壌を改良するために多量客土を運び入れ、土地を肥沃にしたという。
父の名の一部である『カパック』は、将軍という称号になったが、『シンチ』は後に市長又は地域的な統治者の称号として使用された。